# Ga Yên Thái
Ga Yên Thái là một nhà ga xe lửa tại huyện Nông Cống, tỉnh Thanh Hóa. Nhà ga là một điểm của đường sắt Bắc Nam và nối với ga Thanh Hóa với ga Minh Khôi.

## Các tuyến
- Đường sắt Bắc Nam